# Varicus marilynae
Varicus marilynae é uma espécie de peixe da família Gobiidae e da ordem Perciformes.

## Morfologia
- Os machos e as fêmeas podem atingir 1,8 cm de comprimento total.[4]

## Habitat
É um peixe marítimo, de clima subtropical e demersal que vive entre 61–91 m de profundidade.

## Distribuição geográfica
É encontrado em: Flórida (Estados Unidos da América).

## Observações
É inofensivo para os humanos.